# Oleg Salenko
Oleg Anatoljevitj Salenko (ryska: Олег Анатолъевич Саленко), född 25 oktober 1969 i Leningrad, Sovjetunionen, är en rysk-ukrainsk före detta professionell fotbollsspelare. 
Känd för att han genom att göra fem mål mot Kamerun i VM 1994 satte rekord för antal gjorda mål av en spelare i en VM-match. Salenko gjorde dessutom ett mål mot Sverige vilket gjorde att han blev delad skytteligavinnare med Hristo Stoitjkov, trots att Ryssland inte gick vidare från gruppspelet.
Oleg Salenko gjorde totalt sex mål på åtta landskamper för Ryssland. Noterbart är att Salenko även gjorde en landskamp för Ukraina. Landskampen var Ukrainas första efter Sovjetunionens fall och spelades i Uzjhorod mot Ungern den 29 april 1992. En då 23-årig Oleg Salenko fick möjligheten att spela matchen tack vare sina rötter i Ukraina och att han dessutom vid det tillfället representerade Dynamo Kiev. Salenko spelade från start och byttes ut mot Ivan Hetsko i den 59 minuten.
Salenko slutade år 2000.